# سيمون ياكوبسن
سيمون ياكوبسن (بالدنماركية: Simon Jakobsen)‏ (17 نوفمبر 1990 بسيلكيبورج في الدنمارك - ) هو لاعب كرة قدم دانمركي في مركز الدفاع. لعب مع نادي سيلكيبورج.

## وصلات خارجية
- سيمون ياكوبسن على موقع قاعدة بيانات كرة القدم.إي يو (الإنجليزية)
- سيمون ياكوبسن على موقع Soccerway.com (الإنجليزية)